# ダンボ (ブルックリン)

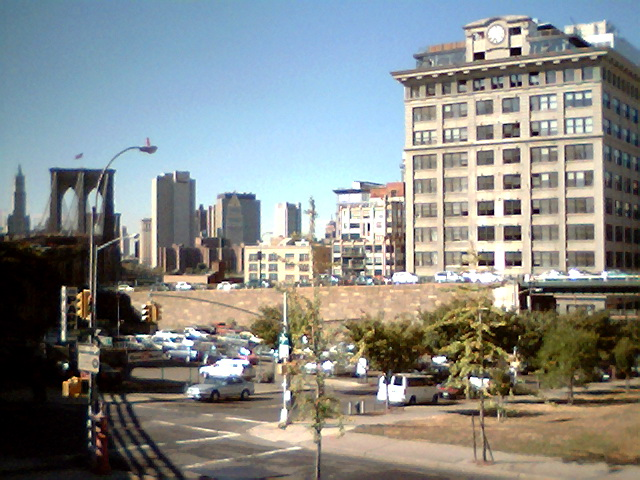
ダンボ地区の風景。背景はブルックリン橋とマンハッタン。

ダンボ (Dumbo) は、「Down Under the Manhattan Bridge Overpass」（「マンハッタン橋高架道路下」の意）のアクロニムに由来する、ニューヨーク市ブルックリン区の近隣地区のひとつ。この地区は2つの街区にまたがっており、ひとつは、いずれもブルックリンからマンハッタンへイースト川に架かる橋であるマンハッタン橋とブルックリン橋に挟まれた街区であり、もうひとつは、マンハッタン橋から東へ、ビネガーヒル (Vinegar Hill) 方面へと続く街区である。この近隣地区は、ブルックリン区第2地域委員会 (Brooklyn Community Board 2) に属している。

## 歴史
1890年代には、この近隣地区の西半分は、ブルックリン橋の開通以前にマンハッタン島との渡し船 Fulton Ferry の船着き場があったことに由来するフルトン・ランディング (Fulton Landing) ：渡し船 Fulton Ferry の船着き場があったことによる呼称）として知られていた。当時は、おもに工業地帯であり、倉庫や、機械製造、紙箱製造の工場のほか、ブリロの石けん入り食器洗いパッドの工場などがあった。この地区はまた、ラペイリー (Rapailie)、オリンピア (Olympia)、ゲアヴィル (Gairville)、ウォレンタスヴィル (Walentasville) など、様々な呼称でも知られていた。
厚紙による紙箱は、ワシントン通り (Washington Street) にあるロバート・ゲア・ビルディング (the Robert Gair building) で発明されたが、この建物は現在は Etsy が使用している。
製造業の空洞化を契機として、この地区はもっぱら住宅地区へと変貌しはじめ、1970年代後半には、比較的安価なロフト・アパートメントにスタジオや住居を求め、主として芸術家や、資産形成を目指す若年層が移り住むようになった。アクロニムに由来するダンボという呼称は1978年から登場したが、これは新たにこの地区に流入した居住者たちが、こうした魅力的とは言えない呼称によって開発業者の関心が及ぶことを遅らせることができるだろうと考えて、広めたものとされている。20世紀末には、マンハッタンにおける不動産価格がいよいよ高騰し、ダンボにもジェントリフィケーションの波が及ぶようになってきた。

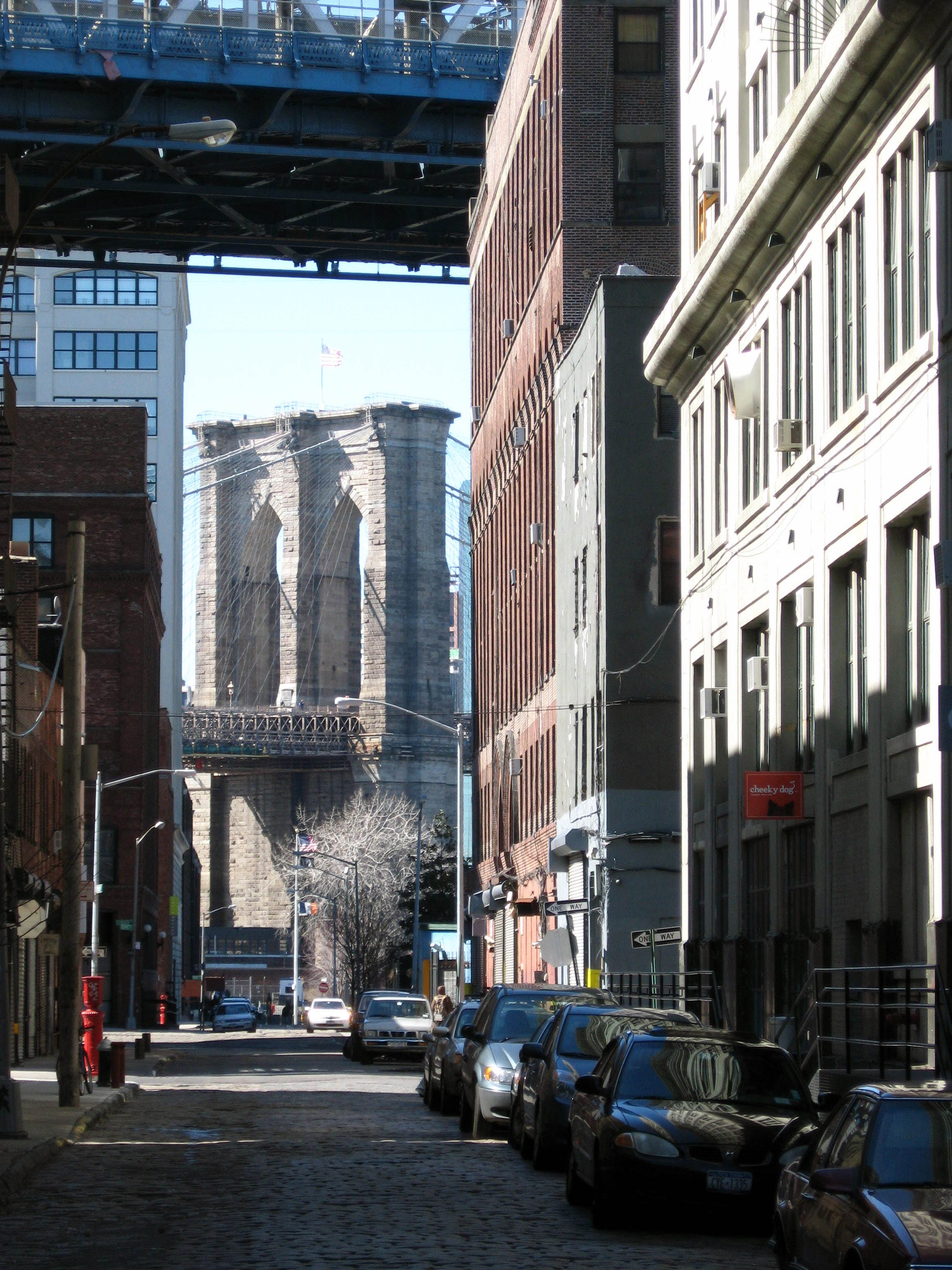
ジェイ通りからプリマス通りに沿って西向きにダンボ地区を撮影した風景。マンハッタン橋の下をくぐった先には、ブルックリン橋の橋脚が見える。

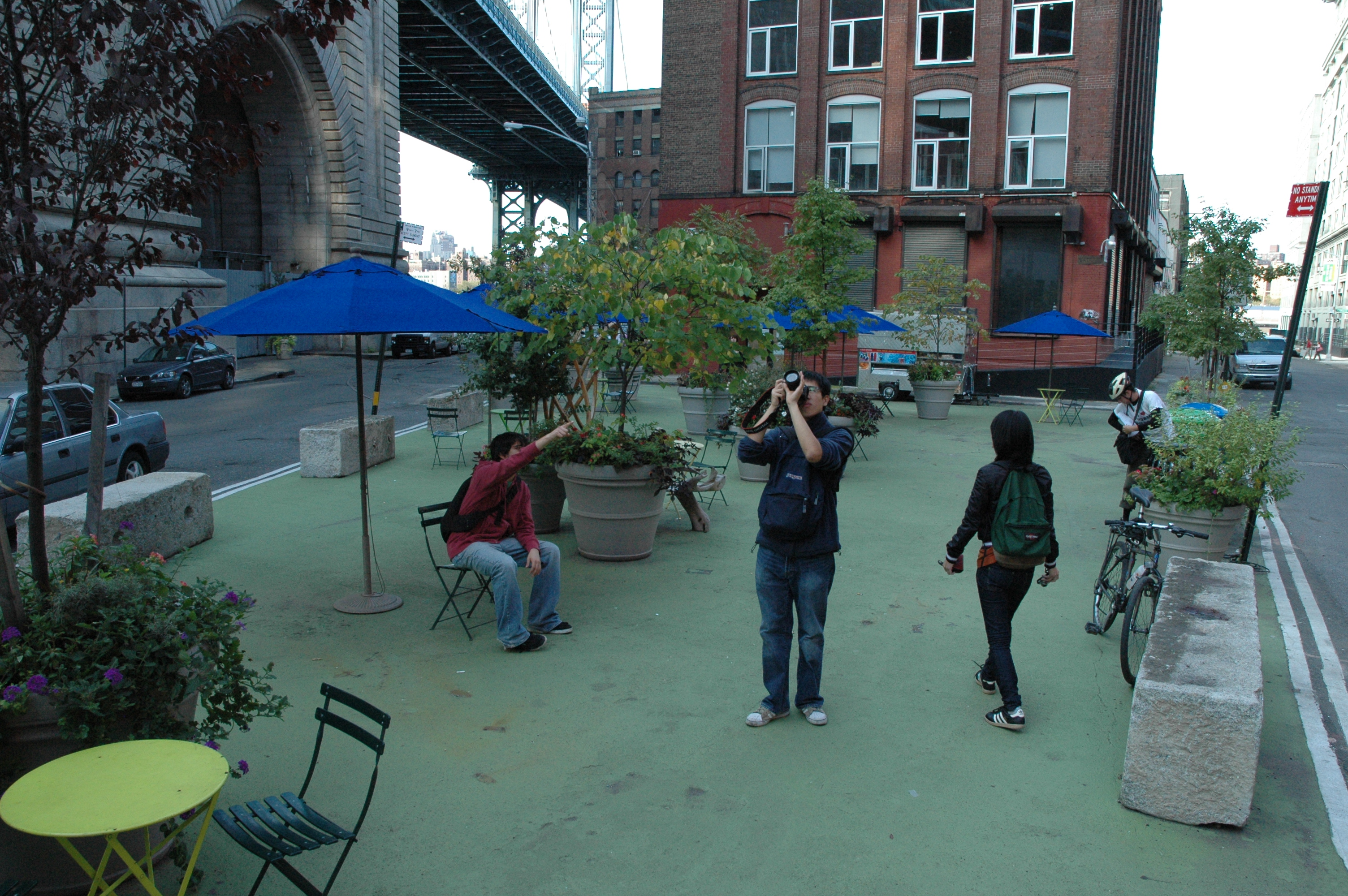
ダンボ地区にある、パール通りのポケットパーク。

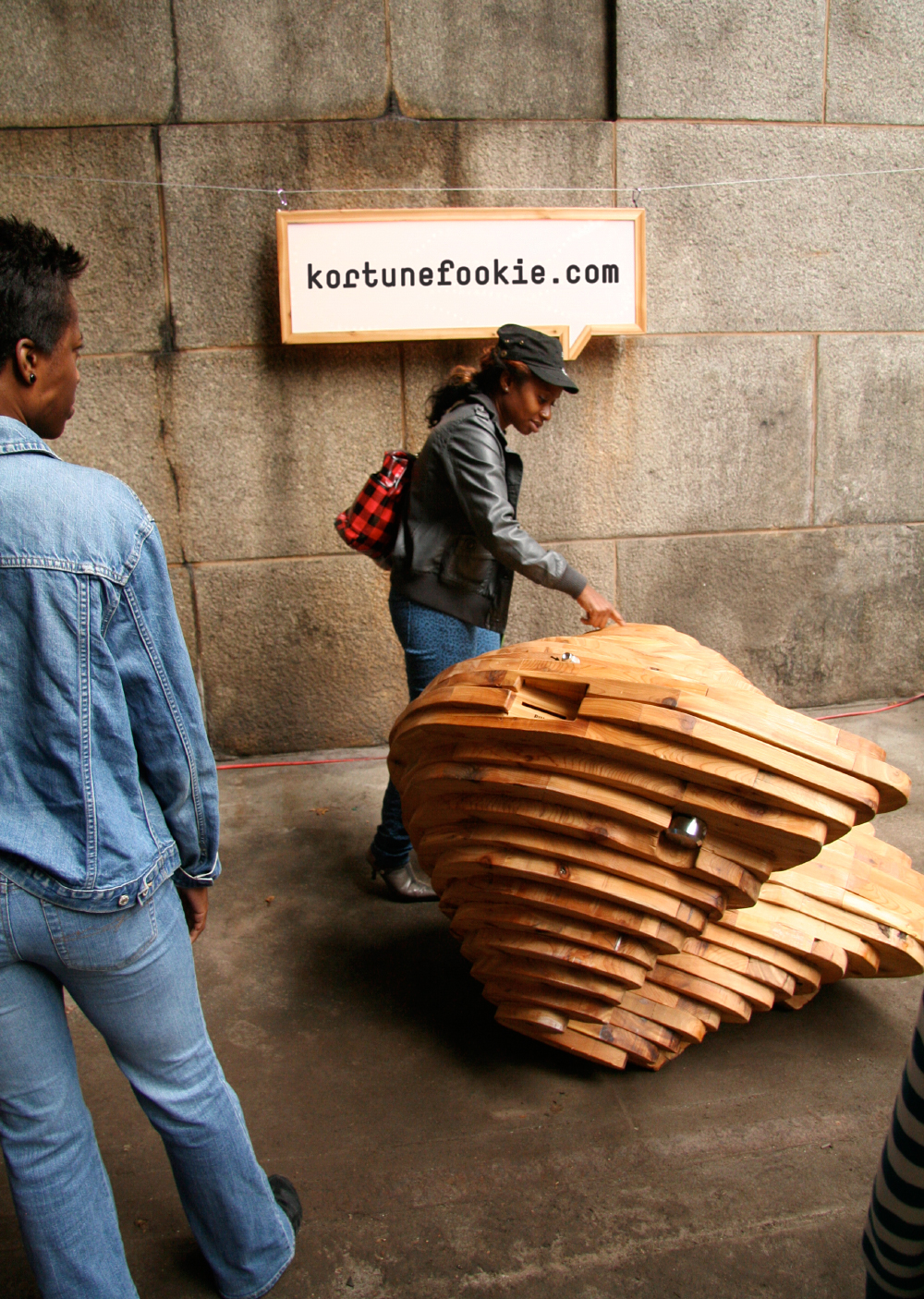
ダンボ地区の「Art Under The Bridge」に展示されている「コーチュンフッキー (Kortunefookie)」。

### 歴史地区としての保存
2007年12月18日、ニューヨーク市歴史建造物保存委員会 (New York City Landmarks Preservation Commission) は、ブルックリン区ダンボ地区を、ニューヨーク市で90番目の歴史地区 (historic districts) に指定することを満場一致の投票で決定した。ダンボ歴史地区は、北はジョン通り (John Street)、南はヨーク通り (York Street)、西はメイン通り (Main Street)、東はブリッジ通り (Bridge Street) で四辺を囲まれた区域から成っている。

## 特徴のある場所
この地域は、ニューヨーク市の中でも特筆される芸術地区として近年注目されるようになっており、クロンプチン・ギャラリー (the Klompching Gallery) のような営利的な画廊や、セント・アンズ・ウェアハウス (St. Ann's Warehouse) やA.I.R.ギャラリー (A.I.R. Gallery) のような非営利組織の集積が進んでいる。テレビの料理番組『Chocolate with Jacques Torres』で知られるシェフのジャック・トレス (Jacques Torres) は、2000年12月にチョコレート工場をダンボに開設した。この地域の飲食関係の施設には、ほかにもグリマルディズ・ピッツェリア (Grimaldi's Pizzeria)、ブルックリン・アイス・クリーム・ファクトリー (Brooklyn Ice Cream Factory)、リバー・カフェ (The River Cafe)などがある。これらの事業所は、いずれもフルトン・ランディングにあるが、ここにはクラシック音楽の演奏会場となる艀であるバージミュージック (Bargemusic) も係留されている。この近隣で最初に公共空間として公開されたのはフルトン・フェリー (Fulton Ferry) で、これにエンパイア＝フルトン・フェリー州立公園 (Empire-Fulton Ferry State Park) が続いた。現在、ニューヨーク州とニューヨーク市が共同で開発事業を進めているブルックリン・ブリッジ公園 (Brooklyn Bridge Park) は、2006年から整備が着手された。

### 技術系事業所の集積
ダンボ地区はニューヨーク市の近隣住区の中でも、技術系事業所が最も集中している場所である。ニューヨークに拠点を置く技術系事業所の25パーセントはダンボ地区に集中している。半径10ブロックほどの範囲に500か所の技術系および創造系事業所が存在しており、その雇用は1万人以上に及んでいる。
ニューヨーク市当局は、創業間もない技術系事業所の支援を行なうため、ニューヨーク大学と共同で、ダンボ地区にインキュベーターを立地させている。2013年現在、ダンボ地区における平均的なオフィス賃料は、1平方フィートあたり25ドルであり、新規に創業した事業所にとっては平均40ドルほどのマンハッタンよりも魅力的な水準にある。

## 交通
ニューヨーク・ウォーターウェイ (NY Waterway) は、フルトン・ランディングのフルトン・スリップ (the Fulton Slip) で、フェリー（渡し船）を発着させている。ニューヨーク市地下鉄の駅は、IND6番街線のヨーク・ストリート駅（F線）と、IND8番街線  のハイ・ストリート駅（A線、C線）がある。MTAバスは、B25、B67、B69の各路線が通っている。
.  ブルックリン橋の歩道は、階段によってダンボのメイン・ストリートのひとつであるワシントン通りと結ばれている。イーストリバー・フェリー (East River Ferry) が2011年7月から、フルトン・ランディングの埠頭から、ガバナーズ島 (Governor's Island)、ウォール街、ウィリアムズバーグ (Williamsburg)、グリーンポイント (Greenpoint)、ミッドタウン・マンハッタン（東34丁目）へのルートで運行された。平日には、東34丁目の船着き場からミッドタウンの便利の良い場所まで、乗客を運ぶ無料バスが運行されている。

## 住宅供給
ダンボ地区には、ニューヨーク市住宅公団 (New York City Housing Authority) が運営する10棟の高層住宅からなるファラガット・ハウス (the Farragut Houses) がある。